# Mário Marquez
Mário Marquez OFM Cap. (ur. 23 listopada 1952 w Lucerna) – brazylijski duchowny katolicki, biskup Joaçaby od 2010.

## Życiorys
22 listopada 1980 otrzymał święcenia kapłańskie w zgromadzeniu kapucynów. Przez rok był proboszczem w Rancho Alegre i Uraí. Od 1981 pracował duszpastersko w parafiach brazylijskiego ordynariatu polowego. W latach 1996–2006 był proboszczem polowej katedry.
31 maja 2006 został mianowany biskupem pomocniczym archidiecezji Vitória oraz biskupem tytularnym Nasai. Sakry udzielił mu 6 sierpnia 2006 ówczesny arcybiskup Vitórii - Luiz Mancilha Vilela.
22 grudnia 2010 papież Benedykt XVI mianował go biskupem diecezji Joaçaba.